# Joseph Henry Harris
Pour les articles homonymes, voir Joseph Harris et Harris.
Joseph Henry Harris (13 décembre 1888-2 octobre 1952) est un homme politique canadien en Ontario. Il est député fédéral conservateur de York-Est de 1921 à 1925 et de Toronto—Scarborough de 1925 à 1935, ainsi que député progressiste-conservateur de Danforth de 1935 jusqu'à son décès en 1952.

## Biographie
Né à Toronto, Harris étudie à l'université de Toronto. Il travaille ensuite comme président de la W. Harris Co. Ltd.  et de la Dominion Canadian Organic Developments Ltd., ainsi que comme vice-président de la Harris Coal Company.
En 1938, il est candidat à la course à la direction progressiste-conservatrice (en), mais termine troisième derrière Robert James Manion et M. A. MacPherson (en).

### Hôpital général Toronto East
Résident du East Toronto, Harris s'implique dans les activités et intérêts de sa communauté entre autres en participant à la campagne de financement de la Toronto East General Hospital (TEGH) (en) d'East York pour laquelle il œuvre comme président du conseil d'administration pendant une vingtaine d'années. Le Joseph H. Harris Legacy Circle est mis en place par l'hôpital pour honorer l'engagement de Harris dans sa communauté et inciter l'obtention de dons par testament
Harris meurt en fonction à la TEGH en octobre 1952 à l'âge de 63 ans.